# Letov Š-7
Bei dem Flugzeug Letov Š-7 handelt es sich um einen einmotorigen einsitzigen Doppeldecker, der als Jagdflugzeug entwickelt wurde. Der Erstflug des von Alois Šmolík konstruierten Flugzeuges fand im Jahre 1923 statt. Die Maschinengewehre waren starr nach vorne gerichtet.
Es wurde nur ein Prototyp hergestellt. Die Konstruktion wurde zur Letov Š-13 weiterentwickelt.

## Technische Daten
| Kenngröße             | Daten                                    |
| --------------------- | ---------------------------------------- |
| Besatzung             | 1                                        |
| Länge                 | 6,97 m                                   |
| Spannweite            | 9,30 m                                   |
| Höhe                  | 2,65 m                                   |
| Flügelfläche          | 22,15 m²                                 |
| Flächenbelastung      | 47,4 kg/m²                               |
| Leermasse             | 763 kg                                   |
| max. Startmasse       | 1050 kg                                  |
| Triebwerke            | 1 × Škoda HS 8Fb mit 220 kW (ca. 300 PS) |
| Höchstgeschwindigkeit | 235 km/h                                 |
| Reisegeschwindigkeit  | 200 km/h                                 |
| Steigzeit             | 13,30 min auf 5000 m Höhe                |
| Dienstgipfelhöhe      | 8000 m                                   |
| Reichweite            | 580 km                                   |
| Bewaffnung            | 2 × Vickers-MG 7,7 mm                    |